# Zalanodius bicornutus
Zalanodius bicornutus is een hooiwagen uit de familie Gonyleptidae.